# پرستبری، ایلینوی
پرستبری (به انگلیسی: Prestbury) یک منطقهٔ مسکونی در ایالات متحده آمریکا است که در شهرستان کین، ایلینوی واقع شده‌است. پرستبری ۱٬۷۲۲ نفر جمعیت دارد و ۲۰۹٫۱ متر بالاتر از سطح دریا واقع شده‌است.